# Бекбулатов Ільяс Ідрисович
Ільяс Ідрисович Бекбула́тов (рос. Ильяс Идрисович Бекбулатов; нар. 12 серпня 1990, селище Каякент, Дагестанська АРСР, РРФСР, СРСР) — російський та узбецький борець вільного стилю, чемпіон срібний та бронзовий призер чемпіонату Європи, чемпіон Азії , бронзовий призер Європейських ігор, срібний призер Кубку світу. Майстер спорту Росії міжнародного класу.

## Біографія
Боротьбою займається з 2002 року. Перший тренер: Арслангерєєв М. А. Вихованець СДЮШОР селища Каякент Каякентського району. Тренер: Магомед Магомедов. Чемпіон Європи серед кадетів 2007 року. Став срібним призером на чемпіонаті Європи серед юніорів 2008 року. Після цього отримав важку травму — перелом ноги, яка надовго відсторонила його від спорту. Повернувся на килим тільки 2011 року. У збірній команді Росії з 2012 року. Виступав за ЦСКА, «Юність Москви». У березні 2020 року Міжнародний олімпійський комітет (МОК) дозволив спортсмену виступати за збірну Узбекистану.
Закінчив фізкультурний факультет Дагестанського державного педагогічного університету.

### Визнання
Має подяку Президента Російської Федерації (30 жовтня 2013 року).

## Спортивні результати на міжнародних змаганнях

### Виступи на Чемпіонатах Європи
| Змагання                         | Збірна | Вагова категорія          | Місце  |
| -------------------------------- | ------ | ------------------------- | ------ |
| Чемпіонат Європи з боротьби 2013 | Росія  | вільна боротьба, до 66 кг | Бронза |
| Чемпіонат Європи з боротьби 2017 | Росія  | вільна боротьба, до 65 кг | Золото |
| Чемпіонат Європи з боротьби 2018 | Росія  | вільна боротьба, до 65 кг | Срібло |

### Виступи на Чемпіонатах Азії
| Змагання                       | Збірна     | Вагова категорія          | Місце  |
| ------------------------------ | ---------- | ------------------------- | ------ |
| Чемпіонат Азії з боротьби 2020 | Узбекистан | вільна боротьба, до 70 кг | Золото |

### Виступи на Європейських іграх
| Змагання              | Збірна | Вагова категорія          | Місце  |
| --------------------- | ------ | ------------------------- | ------ |
| Європейські ігри 2015 | Росія  | вільна боротьба, до 65 кг | Бронза |

### Виступи на Кубках світу
| Змагання                    | Збірна | Вагова категорія          | Місце  |
| --------------------------- | ------ | ------------------------- | ------ |
| Кубок світу з боротьби 2016 | Росія  | вільна боротьба, до 65 кг | Срібло |

### Виступи на інших змаганнях
| Змагання                                   | Збірна     | Вагова категорія          | Місце  |
| ------------------------------------------ | ---------- | ------------------------- | ------ |
| Золотий Гран-прі з боротьби 2012 (Тегеран) | Росія      | вільна боротьба, до 66 кг | Бронза |
| Золотий Гран-прі з боротьби 2012 (Баку)    | Росія      | вільна боротьба, до 66 кг | Бронза |
| Інтерконтинентальний кубок з боротьби 2012 | Росія      | вільна боротьба, до 66 кг | Бронза |
| Турнір Алі Алієва 2012                     | Росія      | вільна боротьба, до 66 кг | Золото |
| Гран-прі «Іван Яригін» 2013                | Росія      | вільна боротьба, до 66 кг | Золото |
| Меморіал Вацлава Циолковського 2013        | Росія      | вільна боротьба, до 66 кг | Бронза |
| Всесвітні ігри бойових мистецтв 2013       | Росія      | вільна боротьба, до 66 кг | Золото |
| Вогні Москви 2013                          | Росія      | вільна боротьба, до 66 кг | Золото |
| Золотий Гран-прі з боротьби 2013 (Баку)    | Росія      | вільна боротьба, до 66 кг | Золото |
| Гран-прі «Іван Яригін» 2014                | Росія      | вільна боротьба, до 65 кг | 8      |
| Кубок Рамзана Кадирова 2014                | Росія      | вільна боротьба, до 65 кг | Золото |
| Гран-прі «Іван Яригін» 2015                | Росія      | вільна боротьба, до 65 кг | Золото |
| Гран-прі «Іван Яригін» 2016                | Росія      | вільна боротьба, до 65 кг | 5      |
| Інтерконтинентальний кубок з боротьби 2016 | Росія      | вільна боротьба, до 65 кг | Золото |
| Золотий Гран-прі з боротьби 2016           | Росія      | вільна боротьба, до 70 кг | Бронза |
| Клубний чемпіонат світу з боротьби 2016    | Росія      | команда                   | Срібло |
| Pro Wrestling League 2017                  | Росія      | команда                   | Золото |
| Гран-прі «Іван Яригін» 2017                | Росія      | вільна боротьба, до 65 кг | Золото |
| Pro Wrestling League 2018                  | Росія      | команда                   | Золото |
| Гран-прі «Іван Яригін» 2018                | Росія      | вільна боротьба, до 65 кг | Золото |
| Турнір Дана Колова — Николи Петрова 2018   | Росія      | вільна боротьба, до 70 кг | Золото |
| Турнір Дана Колова — Николи Петрова 2019   | Росія      | вільна боротьба, до 70 кг | Золото |
| Турнір Яшара Догу 2020                     | Узбекистан | вільна боротьба, до 70 кг | Золото |

### Виступи на змаганнях молодших вікових груп
| Змагання                                       | Збірна | Вагова категорія          | Місце  |
| ---------------------------------------------- | ------ | ------------------------- | ------ |
| Чемпіонат Європи з боротьби серед кадетів 2007 | Росія  | вільна боротьба, до 46 кг | Золото |
| Чемпіонат Європи з боротьби серед юніорів 2008 | Росія  | вільна боротьба, до 50 кг | Срібло |